# Ghostemane
Eric Whitney (* 15. dubna 1991 West Palm Beach, Florida) je americký rapper a hudební producent, známý spíše pod pseudonymem Ghostemane. Pochází z Lake Worth ve státě Florida.
Ghostemane je znám svou tvorbou, ve které spojuje prvky rapu a metalu. Jeho hudební styl charakterizují písně jako „Hades“, „John Dee“, „Venom“ či „Kybalion“. Byl také členem skupin jako Schemaposse, Seven Serpents a Nemesis.

## Dětství
Ghosteovi rodiče původně pocházeli z New Yorku, ale přesunuli se na Floridu rok před Ericovým narozením. Ghoste vyrostl v oblasti West Palm Beach na Floridě. Ghost hrál fotbal a velkou část svého mládí si držel velmi dobrou klasifikaci. Jeho otec pracoval jako lékař. Měl velmi silný vliv na Ericovu výchovu, Erica a jeho bratra učil k zodpovědnosti a rasové snášenlivosti. Ačkoliv si svého otce velmi vážil, neměl to s ním vůbec lehké, neboť se neustále snažil získat nad Ericem i celou jeho rodinou co největší kontrolu. Často mu zakazoval trávit čas na internetu a prakticky ho nutil hrát fotbal, ačkoliv měl Eric jiné zájmy. Dokonce Erica donutil k tomu, aby se zapsal k námořnictvu. Z toho ale nakonec sešlo. O něco později jeho otec těžce onemocněl, kvůli bolestem bral různé prášky a používal opiové látky, a když bylo Ericovi sedmnáct let, zemřel. Ghosta otcova smrt pochopitelně zasáhla, na druhou stranu ale cítil zvláštní pocit svobody, který předtím nepoznal a začal se více věnovat své oblíbené vášni - hudbě.

## Hudební kariéra
Když bylo Ghostovi dvanáct, začal se zajímat o hudbu hlavně si oblíbil skupiny jako Lagwagona Green Day. Eric se začal interpretovat jako čtrnáctiletý, když dělal kytarové covery známých popových písní a později především Metalových. Když byl o něco starší, začal se zajímat více o alternativní hudbu, nejvíce si oblíbil žánr zvaný hardcore, začal hrát s několika kapelami, nejdůležitější pro něj byla nejspíš účast v kapele „Nemesis“. Se kterou mimo jiné nahrál svou první rapovou nahrávku, byl to tehdy ale spíše jen experiment. Poté, co dostudoval střední školu, přihlásil se na vysokou školu a pracoval jako B2B obchodník. Přesto, že byl velmi úspěšný a vydělával si 65,000$ ročně. Uvědomil si, že práce od 9 do 17 není nic pro něj, a že by se radši věnoval hudbě. K rapu ho přivedly interpreti jako Bone Thugs-n-Harmony a Three 6 Mafia. V roce 2014 už začal skládat své první seriózní rapové skladby pod uměleckým jménem Ghostemane. V roce 2015 vydává své první EP nahrávky. O rok později se přestěhuje do Los Angeles, kde se připojí k labelu „Schema Posse alongside“, kde působil například raper Lil Peep. Ghostemane se do širšího povědomí rapové komunity dostává svým featem s raperem Pouya na písni „1000 Rounds“.

## Zajímavosti
Ghostemane je studentem fyziky a astrofyziky. Jeden čas se zajímal i o okultismus, když ho zaujal okultistický praktikant Aleister Crowley. Nakonec ho ale ze všeho nejvíce zaujal matematik, astronom a astrolog John Dee.

## Diskografie

### Alba
- Oogabooga (2015)
- For The Aspiring Occultist (2015)
- Rituals (2016)
- Blackmage (2016)
- Plagues (2016)
- Hexada (2017)
- N / O / I / S / E (2018)

- ANTI-ICON (2020)

### Kompilace
- Astral Kreepin [Resurrected Hitz] (2015)

### Mixtapy
- Blunts n' Brass Monkey (2014)
- Taboo (2014)

### EPs
- GHOSTE TALES (2015)
- DOGMA (2015)
- KREEP (2015)
- DÆMON (2016) (s Nedarb Nagrom)
- BAADER-MEINHOF (2016)
- DÆMON II (2016) (s Nedarb Nagrom)
- DÆMON III (2017) (s Nedarb Nagrom)
- DAHLIA I (2018) (s Getter)
- Fear Network (2019)
- Opium (2019)
- Human Error (2019)
- Digital Demons (2019)
- LXRDMAGE (2021)
- Fear Network II (2021)